# FIDE Grand Swiss 2019

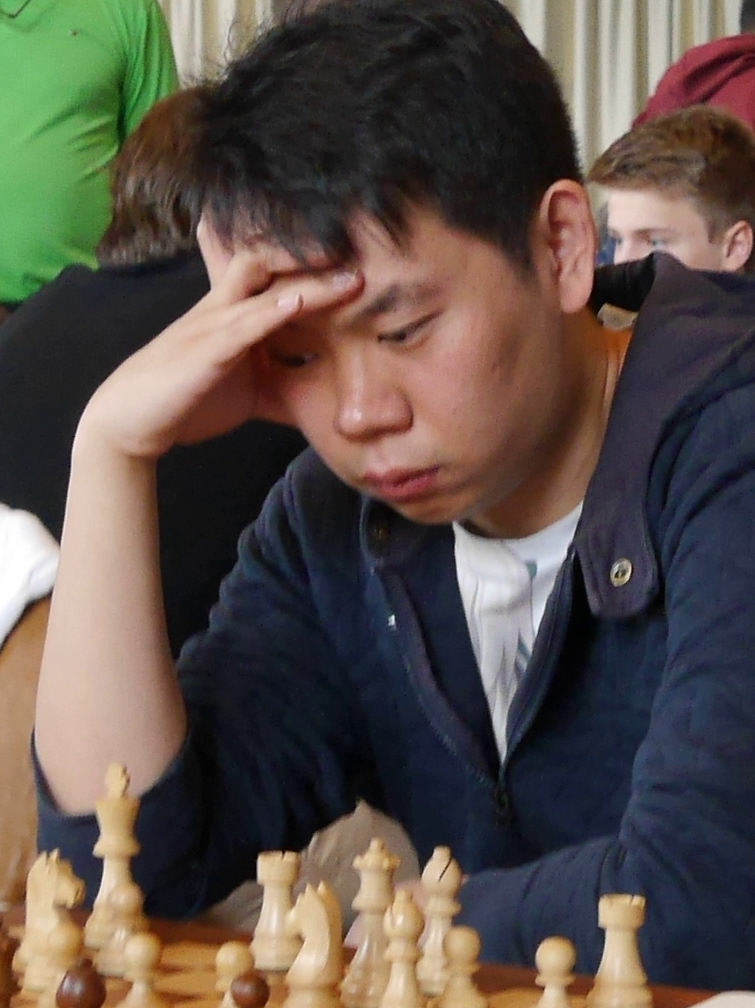
Wang Hao, Gewinner des FIDE Grand Swiss 2019

Das FIDE Grand Swiss 2019 war ein internationales Schach-Turnier, das vom Weltschachverband FIDE vom 10. bis 21. Oktober 2019 im COMIS Hotel and Golf Resort in Santon auf der Isle of Man ausgerichtet wurde. Es wurde von Wang Hao gewonnen, der sich damit auch für das Kandidatenturnier 2020 in Jekaterinburg qualifizierte, wo der Weltmeisterschafts-Herausforderer für die Schachweltmeisterschaft 2021 ermittelt wurde. Das Turnier knüpfte an die Tradition des Isle of Man Open an. Es erstreckte sich über elf Runden im klassischen Schach, die nach Schweizer System ausgetragen wurden. Der Preisfonds betrug 432.500 US$, davon 70.000 US$ für den 1. Platz.
Das Teilnehmerfeld umfasste 154 Spieler, wovon die meisten durch ihre Elo-Zahl oder auf andere Weise qualifiziert waren. Weitere Teilnehmer kamen in den Genuss einer Wildcard durch den Veranstalter oder durch die FIDE, wobei ein besonderes Augenmerk auf junge Spieler gelegt wurde. Fast alle Turnierteilnehmer waren Titelträger. Mit einem Elo-Schnitt von 2605 gilt das Turnier als eines der am stärksten besetzten Turniere, die jemals im Schweizer System ausgetragen wurden. Zu den prominentesten Teilnehmer zählten der Schachweltmeister Magnus Carlsen, Vize-Weltmeister Fabiano Caruana, Juniorenweltmeister Parham Maghsoodloo, der ehemalige Weltmeister Viswanathan Anand, sowie zahlreiche weitere Weltklassespieler. Deutschland war durch Matthias Blübaum, Niclas Huschenbeth, Vincent Keymer, Elisabeth Pähtz und Dietmar Kolbus vertreten, Österreich durch Markus Ragger.
Das Turnier war sehr ausgeglichen. Lange Zeit führte Fabiano Caruana das Teilnehmerfeld an, konnte sich aber auch nicht entscheidend absetzen. In Runde 5 entkam er nur knapp einer Niederlage gegen Luke McShane, dem angeblich besten Schach-Amateur der Welt. In der letzten Runde erzielte Caruana ein ungefährdetes Remis gegen Hikaru Nakamura und sah mit 8 Punkten schon wie der sichere Sieger aus. Nur Wang Hao konnte ihn zu diesem Zeitpunkt durch einen Sieg noch einholen, doch die Stellung in seiner Partie gegen David Howell war ausgeglichen und sehr remisverdächtig. Howell griff jedoch fehl, indem er seine Dame für Turm und Läufer opferte, und ermöglichte Wang Hao so, durch einen Sieg zu Caruana aufzuschließen. Aufgrund der Feinwertung (Durchschnitt der Elozahlen der Gegner) gewann Wang Hao vor Caruana das Turnier. Neben Luke McShane zählten der Spanier David Antón Guijarro und die jungen Russen, allen voran Kirill Alexejenko, zu den positiven Überraschungen.
Magnus Carlsen konnte zwar nicht um den Turniersieg mitspielen. Trotzdem stellte er einen neuen Rekord auf: Sein Remis gegen Lewon Aronjan in der letzten Runde war die 101. Turnierpartie in Folge, in der der Norweger ungeschlagen blieb. Keinem anderen Spieler der Weltspitze ist das je gelungen. Aus deutscher Sicht ist bemerkenswert, dass Vincent Keymer seine dritte GM-Norm noch vor seinem 15. Geburtstag erzielte.

## Abschlusstabelle
Bei Punktgleichheit entschied als Feinwertung der Elo-Durchschnitt aller Gegner eines Spielers, wobei die geringste Elo-Zahl gestrichen wurde.
| Platz | Setzliste | Spieler              | Verband             | Elo  | Punkte | Feinwertung |
| ----- | --------- | -------------------- | ------------------- | ---- | ------ | ----------- |
| 1     | 15        | Wang Hao             | China Volksrepublik | 2726 | 8      | 2735        |
| 2     | 2         | Fabiano Caruana      | Vereinigte Staaten  | 2812 | 8      | 2720        |
| 3     | 38        | Kirill Alexejenko    | Russland            | 2674 | 7½     | 2716        |
| 4     | 8         | Lewon Aronjan        | Armenien            | 2758 | 7½     | 2708        |
| 5     | 39        | David Antón Guijarro | Spanien             | 2674 | 7½     | 2702        |
| 6     | 1         | Magnus Carlsen       | Norwegen            | 2876 | 7½     | 2698        |
| 7     | 12        | Hikaru Nakamura      | Vereinigte Staaten  | 2745 | 7½     | 2674        |
| 8     | 13        | Nikita Witjugow      | Russland            | 2732 | 7½     | 2663        |
| …     | …         | …                    | …                   | …    | …      | …           |
| 81    | 70        | Matthias Blübaum     | Deutschland         | 2643 | 5½     | 2654        |
| …     | …         | …                    | …                   | …    | …      | …           |
| 93    | 32        | Markus Ragger        | Osterreich          | 2684 | 5½     | 2620        |
| …     | …         | …                    | …                   | …    | …      | …           |
| 119   | 121       | Vincent Keymer       | Deutschland         | 2506 | 4½     | 2661        |
| 120   | 93        | Niclas Huschenbeth   | Deutschland         | 2624 | 4½     | 2644        |
| …     | …         | …                    | …                   | …    | …      | …           |
| 148   | 151       | Dietmar Kolbus       | Deutschland         | 2300 | 3      | 2486        |
| …     | …         | …                    | …                   | …    | …      | …           |
| 154   | 125       | Elisabeth Pähtz      | Deutschland         | 2489 | 1½     | 2486        |